# Żelechów
Żelechów è un comune urbano-rurale polacco del distretto di Garwolin, nel voivodato della Masovia. Ricopre una superficie di 87,64 km² e nel 2005 contava 8 503 abitanti.